# Paleis van Caserta

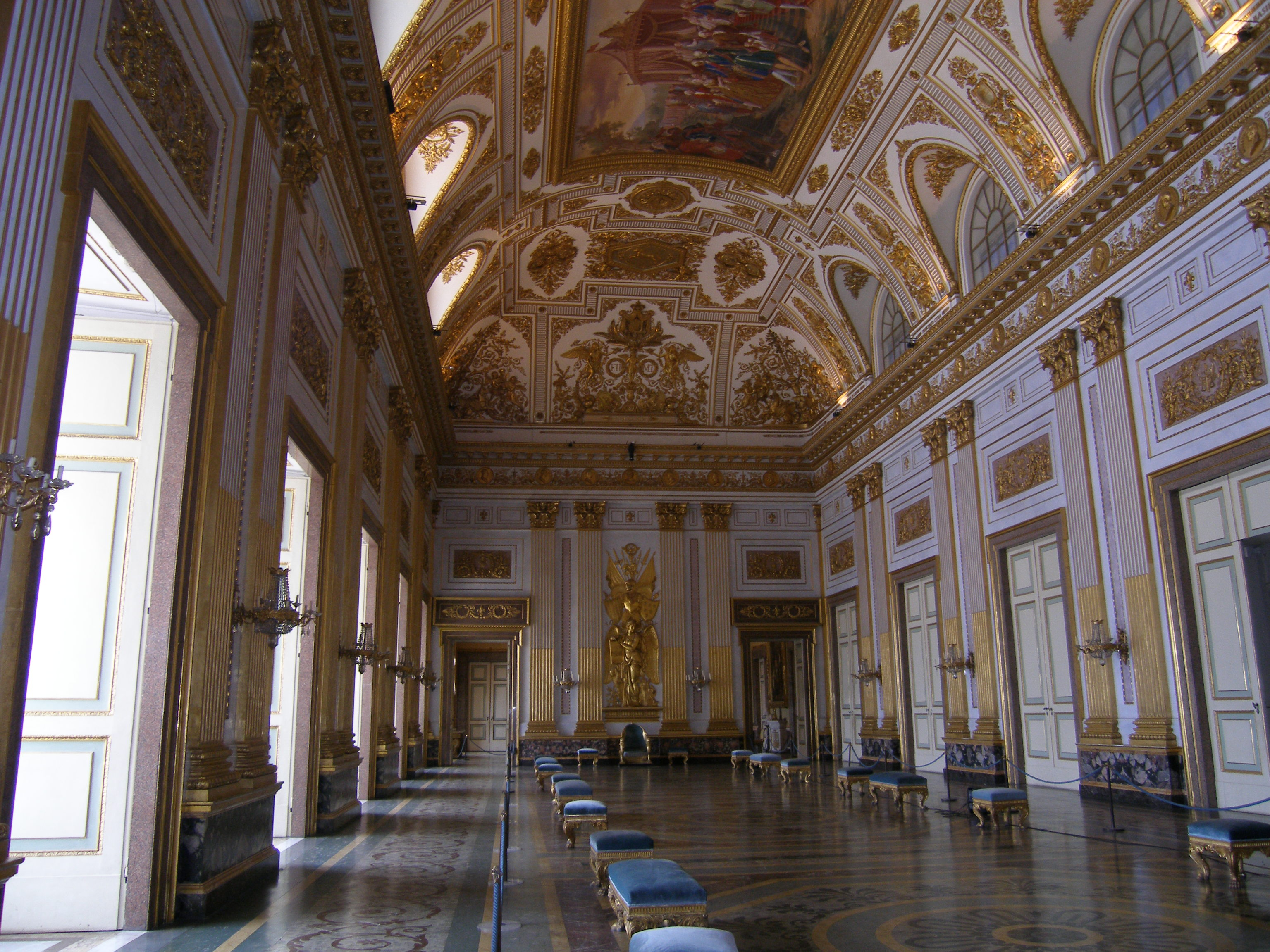
Troonzaal

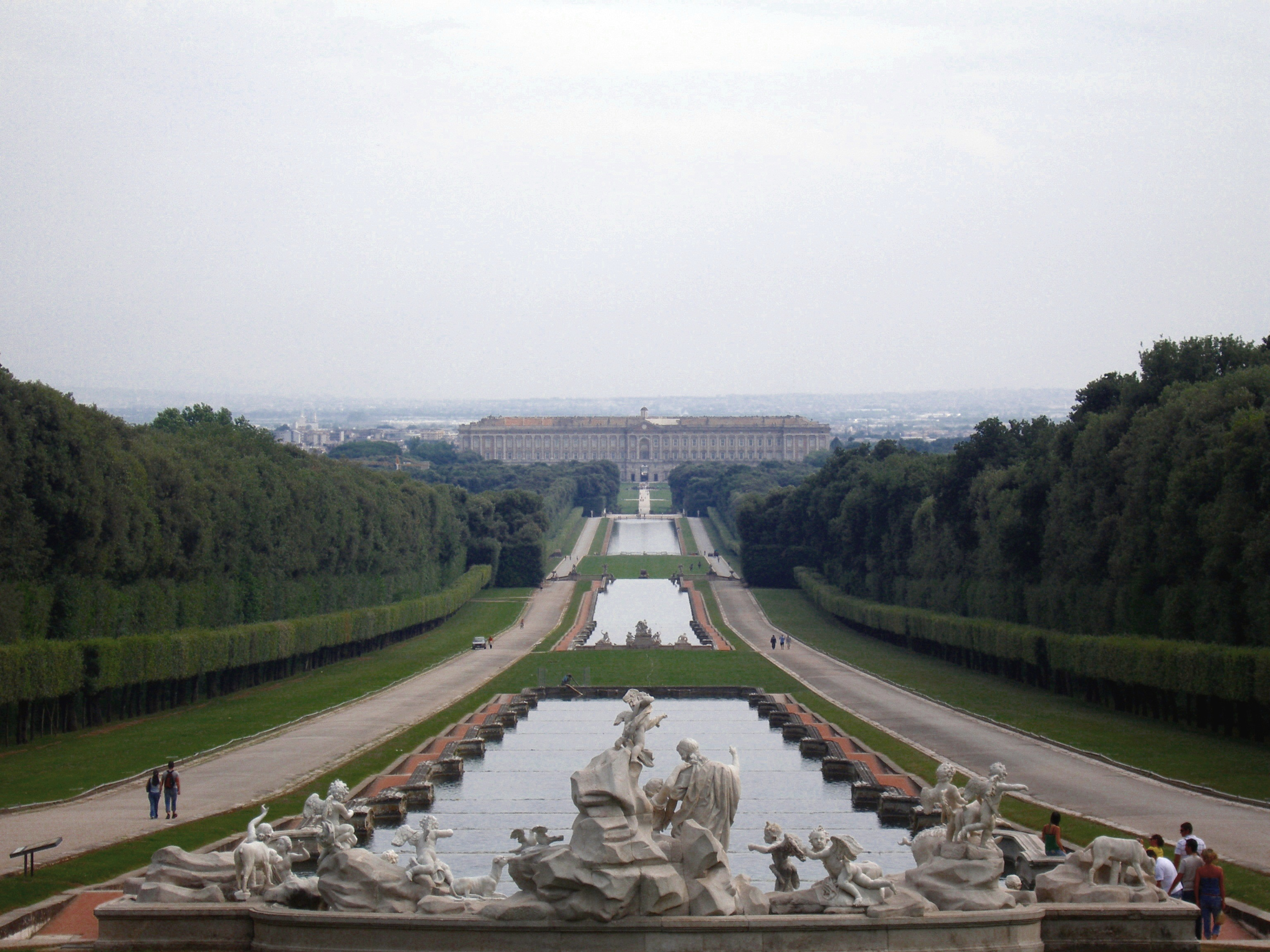
Tuin met in de verte (3 km) de achterzijde van het paleis

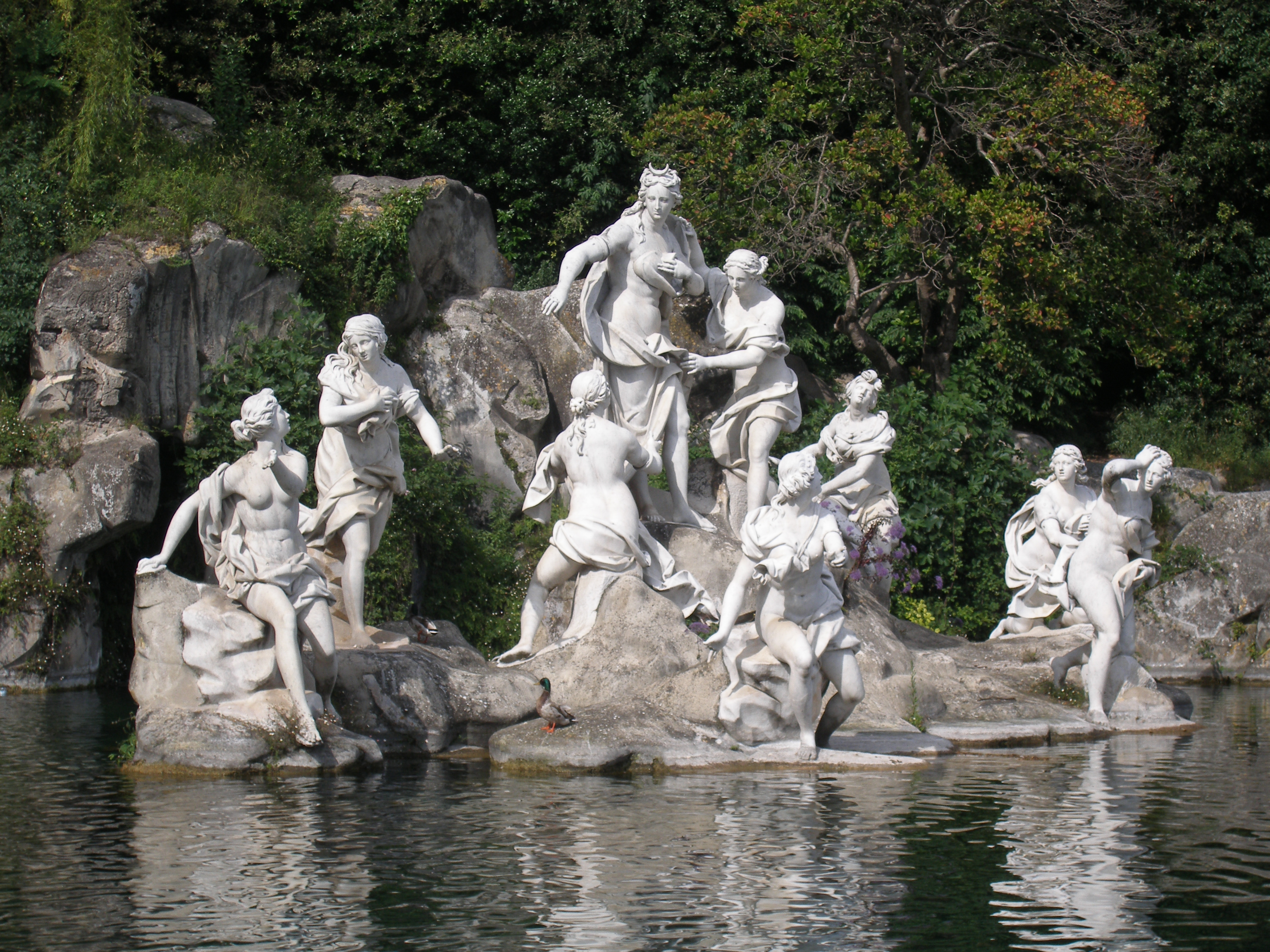
Beeldengroep van de betrapte godin Diana

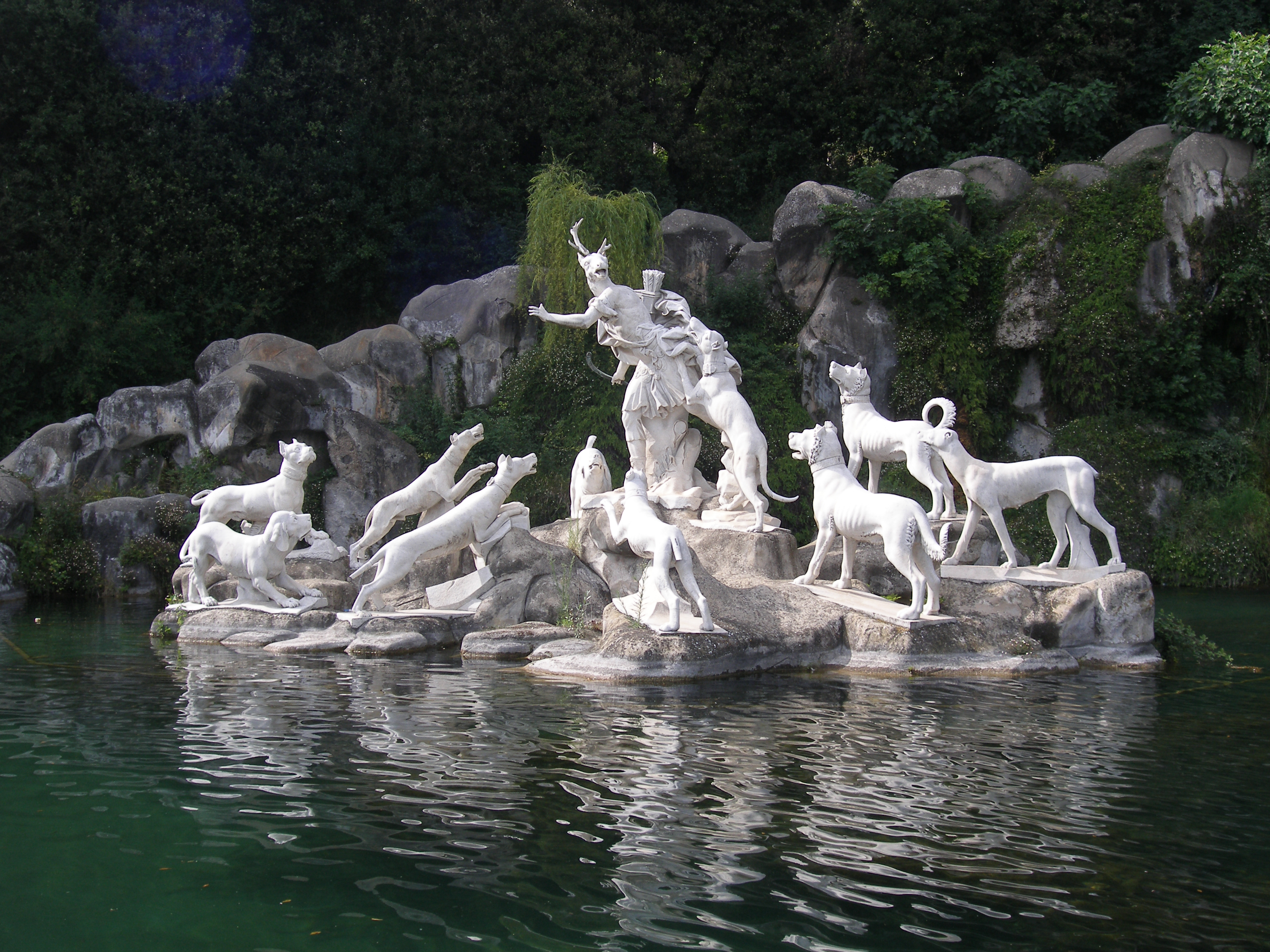
Beeldengroep Actaeon die door zijn eigen jachthonden verslonden wordt

Het Paleis van Caserta (Italiaans: Reggia di Caserta) is een voormalige koninklijke residentie nabij de Italiaanse stad Caserta. Het is vermoedelijk het grootste gebouw dat in de 18e eeuw in Europa gebouwd is.
Het paleis heeft tussen 1780 en 1861 dienst gedaan als woon- en werkpaleis van de koningen van Napels en Sicilië. In 1997 is het gebouw met de tuinen en het aquaduct, dat de fonteinen van water voorziet, alsook het nabije complex Belvedere di San Leucio door de UNESCO op de Werelderfgoedlijst geplaatst. De reden die UNESCO hiervoor aangeeft is dat het paleis het laatste en ultiem perfecte gebouw is uit de barok-periode.

## Geschiedenis
De opdracht tot de bouw van het paleis werd in 1752 gegeven door koning Karel VII van Napels. Intussen was Karel in 1759 naar Spanje geroepen om daar koning te worden onder de naam Karel III. Koning Ferdinand IV, zijn zoon en opvolger in Napels, werd de eerste bewoner van het paleis. Karel VII liet zich inspireren door het kasteel van Versailles en het Koninklijk Paleis van Madrid. Zo'n groot bouwwerk oprichten was op z'n minst een teken van grootheidswaanzin, want het koninkrijk Napels was in die dagen machtig noch rijk. Het paleis heeft meer dan 40 monumentale kamers die volledig versierd zijn met fresco's, terwijl Versailles slechts 20 monumentale kamers telt.
Caserta ligt 36 kilometer ten noorden van Napels. Deze plaats werd gekozen om veiligheidsredenen. Napels zelf ligt kwetsbaar en werd in het verleden vaak vanuit de zee overvallen door rovers en legers van vreemde mogendheden. De plek werd ook gekozen omdat deze is gelegen in een bosrijk gebied; de koning kon met zijn gasten vanuit zijn tuin vrijuit gaan jagen op het vele wild.

## Het paleis
De architect was Luigi Vanvitelli, zoon van de in Amersfoort geboren kunstschilder Caspar van Wittel. Vanvitelli ontwierp een rechthoekig gebouw met de afmeting van 247 bij 184 meter. De vierkante binnenruimte is doorsneden door twee tussenvleugels waardoor er vier binnenplaatsen zijn ontstaan. Het gebouw bestaat uit vijf verdiepingen en bevat 1200 kamers en 1790 ramen. De inrichting van de belangrijkste kamers is in barokstijl, maar er zijn ook kamers in rococo en neoclassicisme te vinden. Naast het hoofdgebouw zijn aan de voorkant twee gebogen vleugels. De belangrijkste kamers van het hoofdgebouw zijn te bezichtigen, andere delen in het gebouw en de vleugels zijn in gebruik bij de gemeente Caserta en andere diensten en bedrijven.

## De tuin
De tuin is in barokstijl geïnspireerd op de tuinen van Versailles maar in uitwerking is de tuin van Caserta superieur. Het park van 120 hectare groot begint aan de achterkant van het paleis en loopt in een strook van drie kilometer naar een kunstmatige waterval in de verte. Onderweg wisselen fonteinen en beeldengroepen zich af. Bij de waterval aan het eind bevinden zich twee beeldengroepen, voorstellende het mythologisch verhaal van Actaeon en Diana. Tevens is daar een fraai onderhouden Engelse tuin. De aanleg van de tuin duurde 20 jaar, waardoor deze bij oplevering eigenlijk al uit de mode was geraakt.

## Trivia
Om in de kosten van het onderhoud te voorzien, worden voor het paleis vanzelfsprekend entreegelden geïnd, maar het wordt ook als filmlocatie verhuurd. Bekende films waarvoor opnames in het paleis van Caserta zijn gemaakt zijn Mission Impossible III, Star Wars: Episode I: The Phantom Menace, Star Wars: Episode II: Attack of the Clones en Ocean's Thirteen.